# Здание Фонда Луи Виттон
Здание Фонда Луи Виттон (фр. Fondation Louis-Vuitton) было возведено в Париже в октябре 2014 года по инициативе французского бизнесмена и президента компании LVMH (Moët Hennessy — Louis Vuitton) Бернара Арно. Строение является площадкой для временных выставок фонда, в том числе некоторых работ из личной коллекции Бернара Арно, куда входят произведения искусства XX и XXI веков.

## История строительства
Впервые идея построить подобное сооружение зародилась ещё в августе 1990 года, на личной встрече Бернара Арно и, на тот момент занимающего должность советника министра культуры Франции Жака Ланга, Жан-Поля Клавери, ставшим немного позднее арт-консультантом Бернара Арно и группы LVHM. Вместе они провели анализ местной фауны, флоры и грунтовых вод, чтобы определить, как строительство отразится на экологии Булонского леса. В 2001 году Арно пригласил поработать над проектом Фрэнка Гери, известного своими профессиональными работами, создателя знаменитой постройки музея Гуггенхайма в Бильбао. В октябре 2006 года, в присутствии Бертран Деланоэ, мэра Парижа, и Фрэнка Гери, архитектора проекта, Бернар Арно, президент и исполнительный директор LVMH официально объявляет о рождении Фонда Луи Виттон. В августе 2007 года было предоставлено решение о строительстве. К марту 2008 года произошло открытие площадки для начала земляных работ. Завершение строительных работ и монтаж металлического каркаса «айсберга» пришелся на 2011 год, а уже в 2012 году была произведена установка корпусов айсберга, протоков и навесов. 18 декабря 2013 года завершили «укладку последнего камня». После приемки здания весной 2014 года, было начато окончательное благоустройство территории Фонда. 27 октября 2014 года состоялось долгожданное открытие Фонда Луи Виттон.

## Архитектура и структура
Новый музей Луи Виттон расположен в Буа-де-Булонь, рядом с известным садом в западном Париже, в районе Сада Аклиматасьон. Здание Фонда представляет собой двухэтажное здание из белого бетона, которое окутывают 12, так называемых из-за внешней схожести, «парусов» общей площадью 13,5 тыс. м². Сами паруса было решено сделать из отдельных, отражающих свет стеклянных панелей, соединенных между собой уникальным способом. При планировании проекта были задействованы современные программные инструменты по трехмерному моделированию компаний Gehry Technologies и Dassault Systemes. В свою очередь, для осуществления задумки архитектора Фрэнка Гери и соответствия заданным параметрам отдельных элементов конструкции, была построена специальная печь. Благодаря компьютерным технологиям, были произведены нужные расчеты и каждой стеклянной панели смогли придать необходимую форму. Таким образом, с помощью сложного технологического процесса удалось произвести плавно изогнутую поверхность без заметных углов. Здание, внешне имеющее схожесть с айсбергом, плотно покрыто 19 000 белых листов из армированного волокном бетона Ductal. Белый цвет стен здания и расположенный рядом бассейн с фонтаном, напоминает своим видом ледяную гору. Из-за гигантских, возвышающихся к небу на 46 метров «парусов», остались скрытыми от глаз три открытые террасы, под разными ракурсами с которых, открываются виды на знаменитые парижские достопримечательности, такие как: Эйфелева башню, Булонский лес и башни Ла-Дефанс. В построенный в соответствии с современными экологическими требованиями здание Фонда вмещается: многофункциональный зал, книжный магазин, разнообразные выставочные пространства, сад и многочисленные террасы. Внутренняя планировка пространства позволяет организовывать и проводить самые разнообразные события в различных направлениях, таких как: театральное, хореографическое, музыкальное и кинематографическое искусство. А для исполнителей классической музыки в культурном центре расположили концертный зал на сцене, которого выступало множество всемирно известных музыкантов. Художественное оформление выполнили с помощью специалистов компании UCKS. За обеспечение великолепного звука отвечает акустическая система Nagata Acoustics. Экспозиция музея Фонда Луи Виттона занимает несколько помещений здания. Общая площадь которых составляет 3.2 тыс. м².

## Коллекции Фонда
Обычно, основная экспозиция меняется раз в полгода и состоит в основном из произведений, принадлежащих семье Арно и группе LVMH. Коллекция, собранная страстным коллекционером Арно, выглядит весьма внушительно. В частном собрании Фонда Луи Виттон можно выделить работы таких художников, как: Жан-Мишель Баския, Клод Моне, Ив Кляйн, Альберто Джакометти, Бертран Лавье, Герхард Рихтер, Энди Уорхол, Андреас Гурски, Аннет Мессаже и другие.Опубликованная коллекция фонда насчитывает около 300 произведений и состоит из четырёх разделов: «Созерцательное искусство» (это раздел собрания, где собраны произведения для спокойного и вдумчивого изучения), «Поп-арт», «Музыка и звук» и «Экспрессионизм».

## Вклад в культуру
Фонд Louis Vuitton стал новой достопримечательностью Парижа, памятником, олицетворяющим архитектуру XXI века. Художественная программа Фонда перекликается с видением Фрэнка Гери: «Спроектировать для Парижа великолепный парусник, символизирующий вклад Франции в мировую культуру». Идея актуализации туристических и не туристических городов для туризма посредством создания новых достопримечательностей является передовой в современной архитектуре и благоустройстве. Фонд Луи-Виттон на данный момент является самой новой достопримечательностью Парижа. Практика создания новых достопримечательностей распространена во многих европейских и американских городах.
Помимо вклада в архитектуру Парижа Фонд Луи-Виттона выполняет роль центра современного искусства, храня значительную коллекцию работ известных художников и предоставляя площадку молодым авторам. Одной из концепций центра является соединение нового и классического искусства в одном собрании. Выставляя известных художников XX века, Фонд продолжает взаимодействовать с новыми авторами, заказывая у них картины для собрания.

## Интересные факты
- Территория, на которой построен Фонд, принадлежит городу и через 55 лет перейдет в руки городского правительства[25].
- В 2011 году ассоциация по охране Буа-де-Булонь обратилась в суд с иском и выиграла дело, так как судья постановил, что центр был построен слишком близко к крошечной асфальтовой дороге, которая считается общественным местом для проезда. В конце концов город обжаловал решение суда[26].
- Фонд Луи Виттон берет повышенные обязательства в области экологии. Благодаря этому, проект его здания был положен в основу нового Стандарта высокого качества окружающей среды (HQE®)[27].